# Pierre-Louis Chaux
Ne doit pas être confondu avec Pierre Chaux.
Pierre-Louis Chaux, né le 10 janvier 1887 à Paris et mort le 15 avril 1963 à Ivry-sur-Seine, est un architecte, graveur et peintre français.

## Biographie
Fils de l'architecte Jean-Baptiste Chaux, Pierre-Louis Chaux naît le 10 janvier 1887 dans le 6e arrondissement de Paris.
Après avoir tenté une première fois le concours des Beaux-Arts de Paris d'architecture en janvier 1907, il est admis en 2e classe en juillet 1907. Élève d'Eugène Chifflot et de Victor Laloux aux Beaux-Arts de 1907 à 1920,,, puis architecte dans les années 1920, il vit avec sa mère Marguerite, brodeuse, au 66 rue du Cherche-Midi, et se tourne vers la gravure après la Grande Dépression.
En 1929, il devient membre associé de la Société nationale des beaux-arts. Il expose au Salon des artistes français deux eaux-fortes sur satin, Versailles : le bassin des couronnes et Le bassin de Latone à Versailles.

## Collections publiques
- 1917 : Façade de l’église de Mont-St-Eloi en ruines, aquarelle sur papier vergé filigrané, musée des Beaux-Arts de Reims[10].
- 1917 : Soldat endormi dans les ruines de l’église de Vého, aquarelle et crayon de couleur sur papier vergé filigrané, musée des Beaux-Arts de Reims[11].
- Paris, le Pont-Neuf, aquatinte et eau-forte sur papier vélin d'Arches, Centre national des arts plastiques[12].
- Notre-Dame de Paris la nuit, aquatinte et eau-forte sur papier vergé d'Arches, Centre national des arts plastiques[13].
- Ruines de l'église de Béthincourt, aquarelle et crayon graphite sur papier vélin, musée des Beaux-Arts de Reims[14].
- Ruines du village et de l’église de Béthincourt, aquarelle et crayon graphite sur papier vélin, musée des Beaux-Arts de Reims[15].
- L’église de Reuves en ruines, aquarelle et crayon graphite sur papier vélin, musée des Beaux-Arts de Reims[16].
- Intérieur de l’église de Maurupt en ruines, aquarelle et crayon graphite sur papier vélin, musée des Beaux-Arts de Reims[17].

## Expositions
- 1921 : Salon des artistes français, Paris[3].
- 1923 : Salon des artistes français, Paris[18].
- 1933 : Salon des artistes français, Paris[19].
- 1937 :  Exposition internationale des arts et des techniques dans la vie moderne[20].
- 1949 : Salon des artistes français, Paris[21].